# Політика відкритого коду

Політика відкритого коду (англ. open source) — принцип «розподіленої» розробки, що використовується в технології, мистецтві, політиці громадських організацій та мереж, а насамперед — у створенні вільного програмного забезпечення.
В 1991 році молодий фінський програміст Лінус Торвальдс написав нове ядро операційної системи і виклав коди в мережу для доопрацювання спільно з міжнародним співтовариством програмістів та хакерів.
Насправді поняття Open Source було засновано на понятті free software, що було введене Річардом Столменом — засновником проєкту GNU (GNU is not Unix | GNU не Unix) і автором — текстового редактора Emacs, GCC, ще в 1980-х.
Він же ввів поняття вільної ліцензії GPL (GNU Public License), GNU/Linux.